# 硬腭擠喉擦音
硬腭挤喉擦音是一种辅音，用在几种口语中。国际音标表记此音的符号是⟨çʼ⟩.

## 特征
硬腭挤喉擦音的特征包括：
- 調音方法是摩擦，表示氣流通過位於調音部位的狹窄通道，發生湍流。

- 調音部位是硬腭，即其以將舌頭中間或背部升至硬腭來發音。
- 發聲類型是清音，意味着發音時聲帶並不顫動。
- 本輔音是口腔輔音（口音），表示調音時空氣只從口裡流出。
- 本輔音為中央輔音，調音時氣流在口腔的中央流過舌面，而不從兩側流過。
- 氣流機制是擠喉音，通過將聲門向上擠壓而將空氣排出。

## 更多
- 在PHOIBLE上搜尋含有[çʼ]的語言